# 中国人民保险集团

中国人保曾于2021年启用的新标志，因被认为是形式主义而停止使用，改回1998年启用的标志

中国人民保险集团股份有限公司（港交所：01339，上交所：601319），简称中国人保，为中国一家国有大型金融集团公司，中华人民共和国财政部作为单一股东的股东结构，这与另一国有保险企业中国再保险集团略有不同。下辖8个子公司，到2008年，集团公司拥有8家子公司共计4500个分支机构。“中国人保”的前身为1949年10月20日成立的“中国人民保险公司”，1996年7月23日，更名为“中国人民保险集团公司”，1999年1月18日恢复“中国人民保险公司”之名，2003年7月19日更名为“中国人保控股公司”，2007年6月更名为“中国人民保险集团股份有限公司”之名至今。
2018年，公司以715.79亿美元营业收入位列《财富》世界500强第117位。

## 历史

### 1949年－1952年
1949年－1952年是中华人民共和国建国后保险业的恢复时期。
1949年6月20日在上海的原官僚资本的中国保险股份有限公司复业，主要任务是配合反封锁、反禁运、反轰炸政策，办理运输兵险、船员兵险及水火险业务，以促进物资交流，消除航运方面顾虑，保障公私财产。
1949年8月，中共中央在上海召开会议，讨论中华人民共和国的财政经济问题。中国人民银行的代表分析了当时保险行业的状况，认为应该对保险行业进行统一管理，建议设立全国性保险公司。9月17日，中国人民银行呈文政务院财政经济委员会，呈请核准设立中国人民保险公司。9月21日，政务院财经委员会就成立保险公司一事请示中共中央并获得批准。
9月25日至10月6日，中国人民银行在北京召开的第一次全国保险工作会议上通过了《中国人民保险公司条例草案》、《中国人民保险公司章程草案》，決定創建中國人民保險公司，将中国人民保险公司定性为国家金融机构、国营企业，首先設立華東、西北、東北、華中等分公司。考虑到人保起步伊始，仓促间不能将保险业务全部熟悉、掌握；中保（1931年11月1日由中国银行出资设立中国保险公司，1937年根据国民政府财政部关于“分业经营”的命令，分为中国产物保险公司和中国人寿保险公司）多年来建立的海外分保关系可以为我所用；中保的海外机构及海外资产与我关系尚不够明朗，故此，会议决定將原中國產物保險公司與中國人壽保險公司合併调整为中国保险公司，为专营外汇业务的保险公司。其任务为（一）专门从事私营企业的外币业务（进出口保险业务）；（二）争取国外保险业务；（三）国外保险关系的联系与建立；（四）接受国内溢额保险业务；对资本主义国家的分保业务（以伦敦市场为主）；领导中保海外机构。国内的外币业务主要集中在上海、广州、厦门等几个港口，都由中保负责经营。总部设在上海。保留中保董事长宋汉章、总经理过福云、副总经理陈伯源、副总经理孙广志以及会计处处长等原职。经过团结争取，中保在香港、澳门、新加坡、雅加达等地分支机构接受上海中保总公司的业务领导；马尼拉、西贡、曼谷等地的分支机构投靠台湾。1950年3月，宋汉章辞去中国保险公司董事长职务，后赴巴西。1951年6月5日，中国保险公司第一届第一次董监联席会议在北京召开，选出19名董事、7名监察；轻工业部副部长、中国银行总经理龚饮冰出任董事长，统战对象吴震修出任总经理。1951年9月25日，中保总管理处正式在北京办公。“中国保险公司”后保留牌子，实际上由人保总公司国外业务处行使“总管理处”的职能，联络海外机构。
1949年10月20日，中国人民保险公司正式成立，定址于北京西交民巷108号。总经理由中国人民银行副行长胡景澐兼任，注册资本金为人民币旧币600亿元。公司办公室主任阎达寅，监察室主任程仁杰，人身险处处长陶声汉，财险处处长薛志章、副处长周志诚，设计室主任郭雨东、设计委员蔡致通和李进之，理赔处副处长王关生，国外保险处处长施哲明、副处长王永明，财会处长李靖斋、华北保险处处长来如福等。
该公司在成立当时吞并了1931年在上海成立的中国保险股份有限公司。从成立到1984年，中国人民保险公司大部分时间段是中国人民银行的下属机构，对外称为中国人民保险公司。
1950年1月下旬，人保的监管职责转由人民银行总行金融管理部门行使，人保开始向完全的保险企业转变。到1950年6月，中国人民保险公司已有5个区分公司，31个分公司，从业人员为2263人。
1950年9月，中国人民保险公司依据苏联保险模式向中央提出实行强制保险建议。1951年2月，政务院发布的《关于实行国家机关、国营企业、合作社财产强制保险及旅客强制保险的决定》。1951年4月，政务院财经委员会发布的《关于颁布财产强制保险等条例的命令》，并同时公布的财产、船舶、铁路、车辆、轮船旅客意外伤害、铁路旅客意外伤害、飞机旅客意外伤害的强制保险条例等法规条例刺激并通过行政手段促进了保险业务的发展，当年全中国企业、国家机关大部分参加了保险。同时该公司开办了牲畜保险和农作物保险，并发展了进出口货物运输保险，业务发展迅速。在再保险方面，该公司1950年取消了国内业务分保，但国外保险业务与伦敦保险市场保持了分保关系。并与前苏联、波兰、捷克斯洛伐克、保加利亚、匈牙利等国保险公司陆续签订了分保合约。
1951年，继续营业的28家私营保险公司被合并为“新丰”和“太平”两家保险公司，并改造为公私合营性质，1956年，又将这两家公司合并为太平保险公司，专营海外保险业务。
1951年10月底，人保在全国已有分支机构468个，职工2万余人。1952年6月，中国人民保险公司从中国人民银行划归财政部领导。1952年底，全国国营企业、县以上供销合作社的财产全部投保，县以上国家机关财产的绝大部分也都投保，财产及运输工具的强制保费收入达到7700亿元（旧币），赔款支出1200亿元。到1952年底，人保机构发展到1300多个，职工达到3.4万人，并设有3000多个代理处。1952年底，外商保险公司由于没有业务来源，陆续申请停业，退出了中国保险市场。

### 1953年－1977年
1953年，中国对农业、手工业和资本主义工商业进行了生产资料所有制的社会主义改造。1955年，社会主义改造者认为中国经济大部分已经成为社会主义经济，人民生老病死、财产（国家财产）的损失都由国家财政承担，不再需要保险的保障，于是停办了包括铁路、粮食、地质、邮电、水利和交通等六个系统的强制保险，并计划停办所有强制性保险。
1958年10月，国务院在西安召开的财贸工作会议正式提出：“人民公社化以后，保险工作的作用已经消失，除国外保险业务必须继续办理外，国内保险业务应即停办。”1958年12月武汉全国财政会议作出决定——立即停办国内保险业务。撤销了在省、市、县的分支保险机构，只保留了在广州、上海、青岛、大连、天津办理国外业务的干部，归属当地中国银行保险科工作；总公司保留国外处的干部，根据国务院第五办公室批转的财政部和中国人民银行总行《关于国内保险业务停办后的善后清理工作和国外业务一律由中国人民银行接办的报告》，在中国人民银行国外业务管理局下设保险处，主要负责办理进出口保险及国际分保业务，开展保险对外交往活动。在对外联系业务时使用“中国人民保险公司”、“中国保险公司”及“太平保险公司”三个公司名义，以及香港民安保险公司。原中国人民保险公司副总经理林震峰任人民银行总行国外局分管副局长，施哲明任保险处处长，王永明任副处长，廖国英任会计科科长，陶增耀任业务科科长，王恩韶任再保险科科长，秦道夫任海外科科长。保险从业人员最少时仅为9人。1963年5月1日跃进轮远洋首航沉没，从伦敦再保险市场全额获赔102万英镑。
1966年至1976年“文化大革命”期间，中国人民保险公司的国际保险业务受到影响。从1964年4月开始，中国人民保险公司陆续停办了远洋船舶保险、机动车第三者责任保险和进出口罢工损失保险。在再保险方面，与中国人民保险公司有分保关系的国家从32个减少到17个。

### 1978年－1996年
1978年－1996年是中国人民保险公司业务逐渐恢复并获得高速发展时期。
1978年12月，中国共产党十一届三中全会认为社会主义经济是商品经济。根据这个论断，1979年2月，中国人民银行决定恢复中国人民保险公司国内保险业务。到1980年，中国人民保险公司国内保险业务全面恢复。
1982年12月17日，中华人民共和国国务院批准成立中国人民保险公司董事会，并批准了《中国人民保险公司章程》。该章程规定：“中国人民保险公司是中华人民共和国的国营企业，是经营保险业务的专业公司。其经营范围为各种财产保险、人身保险、责任保险、信用保险、农业保险以及再保险等业务。”
1983年，中国人民保险公司成为国务院直属局级机构，并于1984年1月1日起，中国人民保险公司正式脱离中国人民银行，各省、市、自治区、计划单列市也相应从中国人民银行分设了中国人民保险公司的分支机构。分出后的中国人民保险公司业务上仍旧中国人民银行的领导、管理、协调、监督和稽核。1986年，南昌保险学校成立，标志着我国保险领域的教育水平提升到新的阶段。1987年7月2日，中国人民保险公司西藏自治区公司成立。至此，中国人民保险公司在中國大陸各省區均设立了分支机构。
此后中国人民保险公司的业务得到了迅速发展。截止1993年底，中国人民保险公司在国内拥有分支机构4000多家，职工10多万名，代理人员20多万名。所开设的海外机构增加到60多家，从业人员800多人，形成了以港澳地区为主体，以英国、新加坡、美国、日本、德国、加拿大、中美洲为重点的海外保险网络。
1996年7月，中国人民保险公司更名为中国人民保险（集团）公司，开始根据1995年颁布的《中华人民共和国保险法》实行分业经营。分业后下设中保（集团）财产保险有限公司、中保（集团）人寿保险有限公司和中保（集团）再保险有限公司，海外机构由总公司管理。

### 1996年－1998年
1998年10月，国务院批准撤销中国人民保险（集团）公司，该公司走完了49年的经营历史，其业务由独立后的各子公司继承。
1999年7月，中国人民保险（集团）公司公佈撤销詳情：中保（集团）财产保险有限公司继承财产保险业务，拟称中保财产保险有限公司；人身保险业务由原中保（集团）人寿保险有限公司接收经营，更名为中保人寿保险有限公司；再保险业务由中保（集团）再保险有限公司继承，更名为中保再保险有限公司；海外机构划归中国保险股份有限公司，该公司与香港中保集团实行“两块牌子，一套班子”的管理模式。

### 1999年－2008年
各存续公司的发展情况
1999年，中保财产保险有限公司恢复继承中国人民保险公司的名称；中保人寿保险有限公司更名为中国人寿保险公司；中保再保险有限公司更名为中国再保险公司。2002年8月20日，中国保险股份有限公司更名为中国保险（控股）有限公司。 
2003年，中国人寿保险公司进行重组改制，变更为中国人寿保险（集团）公司。集团公司下设中国人寿保险股份有限公司、中国人寿保险（海外）股份有限公司、中国人寿资产管理公司以及保险职业学院、南昌保险学校、成都保险学校等多家公司和机构。
同年7月，中国人民保险公司重组改制为中国人保控股公司，并发起设立了中国人民财产保险股份有限公司（继承中国人民保险公司的业务）和中国人保资产管理有限公司，在香港设立了中国人民保险（香港）有限公司。
同年，中国再保险公司重组改制为了中国再保险（集团）公司。控股设立了中国财产再保险股份有限公司、中国人寿再保险股份有限公司、中国大地财产保险股份有限公司和中再资产管理股份有限公司，并对所属中国保险报社、华泰保险经纪公司进行股份制改造，参股了保险职业学院。
重组后的人保一度改为仅经营财产保险的保险公司。2005年人保寿险公司成立后，人保重新开展寿险业务。

### 2009年以后
2009年，人保集团股改方案获国务院批准。在获批的股改方案中，人保集团仍然保持着财政部作为单一股东的结构，这与另一国有保险企业中国再保险集团略有不同。中再集团股改时，引入中央汇金公司作为大股东，由汇金与财政部共同持股。此外，四大国有商业银行股改时，也都曾引入汇金公司的资金。
2012年11月，人保集團在香港進行公開招股，招股價介乎3.42至4.03港元，集資最多278億元。人保上市引入了17名基礎投資者，其中美國國際集團認購5億美元的股份，其他基礎投資者包括中國人壽集團、中國出口信用保險及東京海上日動火災保險等。
- 中国人民保险公司（1949年10月-1996年7月）→中国人民保险（集团）公司（1996年7月-1998年10月）
  - 中保（集团）财产保险有限公司（1996年7月-1999年1月）→中国人民保险公司（1999年1月-2003年7月19日）→中国人保控股公司（2003年7月19日-2007年6月）→中国人民保险集团股份有限公司（2007年6月至今）
  - 中保（集团）人寿保险有限公司（1996年7月-1998年10月）→中保人寿保险有限公司（1998年10月-1999年3月）→中国人寿保险公司（1999年3月→2003年6月）→中国人寿保险（集团）公司（2003年6月至今）
  - 中保（集团）再保险有限公司（1996年7月-1998年10月）→中保再保险有限公司（1998年10月-2003年8月）→中国再保险（集团）公司（2003年8月-2007年10月）→中国再保险（集团）股份有限公司（2007年10月至今）

## 子公司
- 中国人民财产保险股份有限公司
- 中国人保资产管理股份有限公司
- 中国人民健康保险股份有限公司
- 中国人民人寿保险股份有限公司
- 人保投资控股有限公司
- 中盛国际保险经纪有限公司
- 中人保险经纪有限公司
- 中元保险经纪有限公司
- 中誠信托32.9%

## 中国人民人寿保险股份有限公司主要股東
- 中国人民保险集团：71.077%股權
- 住友生命：10%
- 中国人民财产保险股份有限公司：8.615%
- 盤谷銀行：5%股權
- 亞洲金融：5%股權
- 中国人保资产管理股份有限公司：0.308%

### 海外子公司
- 中国人民保险（香港）有限公司

## 歷任董事長和總經理

### 董事长
中国人民保险公司董事长
1. 尚明（1983年－1984年）
2. 秦道夫（1984年－1990年）（董事长兼总经理）
3. 李裕民（1990年－1994年）（董事长兼总经理）
4. 马永伟（1994年－1996年）（董事长兼总经理）

中国人民保险（集团）公司董事长
1. 马永伟（1996年－1998年）（董事长兼总经理）

中国人民保险公司董事长（1999年由中保（集团）财产保险有限公司更名而来；2003年更名为中国人保控股公司）
1. 孙希岳（1999年－2000年）（董事长兼总经理）
2. 唐运祥（2000年8月－2003年）（董事长兼总经理）

中国人保控股公司董事长
1. 唐运祥（2003年－2007年1月19日）（董事长兼总经理）
2. 吴焰（2007年1月19日－2009年9月）（董事长兼总经理）

中国人民保险集团股份有限公司董事长
1. 吴焰（2009年9月－2017年11月）（董事长兼总裁至2012年3月）
2. 缪建民（2018年1月－2020年7月）
3. 罗熹（2020年9月－2023年3月）
4. 王廷科（2023年5月－2024年12月）
5. 丁向群（2024年12月－）

### 总经理
中国人民保险公司总经理
1. 胡景澐（1949年10月20日－1952年）
2. 吴波（1952年－1952年）
3. 贝仲选（1952年－1957年）
4. 张蓬（1957年11月15日－？）
5. 崔平（？－1971年）
6. 耿道明（1971年－1979年）
7. 冯天顺（1979年－1981年）
8. 李聘周（1981年－1983年）
9. 宋国华（1983年－1984年）
10. 秦道夫（1984年－1990年）（董事长兼总经理）
11. 李裕民（1990年－1994年）（董事长兼总经理）
12. 马永伟（1994年－1996年）（董事长兼总经理）

中国人民保险（集团）公司总经理
1. 马永伟（1996年－1998年）（董事长兼总经理）

中国人民保险公司总经理（1999年由中保（集团）财产保险有限公司更名而来；2003年更名为中国人保控股公司）
1. 孙希岳（1999年－2000年）（董事长兼总经理）
2. 唐运祥（2000年8月－2003年）（董事长兼总经理）

中国人保控股公司总经理
1. 唐运祥（2003年－2007年1月19日）（董事长兼总经理）
2. 吴焰（2007年1月19日－2009年9月）（董事长兼总经理）

中国人民保险集团股份有限公司总裁
1. 吴焰（2009年9月－2012年3月）（董事长兼总裁）
2. 王银成（2013年10月－2017年3月）
3. 缪建民（2017年4月－2018年1月）
4. 白涛（2018年6月－2020年1月）
5. 王廷科（2020年4月－2023年）
6. 赵鹏（2023年11月－）